# ART Giants Düsseldorf
El SG ART Giants Düsseldorf es un equipo de baloncesto alemán con sede en la ciudad de Düsseldorf, Renania del Norte-Westfalia, que compite en la ProA, la segunda categoría del baloncesto alemán. Disputa sus partidos en el Castello Düsseldorf, con capacidad para 3700 espectadores.

## Historia
En la temporada 2015/16, dos equipos de Düsseldorf jugaron en la cuarta división regional oeste de Alemania: el ART Düsseldorf y el Giants Düsseldorf. Al finalizar la temporada, ambos equipos decidieron unir fuerzas, creando un club de 500 miembros. Después del colapso y quiebra del antiguo Düsseldorf Giants en 2010, el objetivo oficial era crear una "nueva fuerza de baloncesto en el Rin". Se planeó que esto fuera reemplazado por la financiación y el desarrollo de jugadores jóvenes y una promoción del primer equipo a ligas de baloncesto profesionales a medio plazo.
El equipo ganó el campeonato de la temporada 2018/19 de la 1. Regionalliga West y ascendió así a la ProB, la tercera división de las ligas de baloncesto alemanas.
En la temporada ProB 2021/22, los ART Giants terminaron los playoffs en segundo lugar y ascendieron a la segunda división de la Bundesliga, la ProA. Este ascenso vino acompañado del traslado al Castello Düsseldorf, en lugar del Comenius Gymnasium Gym, donde anteriormente el club jugaba sus partidos como local.
Como recién llegados, los Giants terminaron la temporada ProA 2022/23 en la posición 16, por lo que pudieron evitar el descenso. La salida de los mejores jugadores de la temporada 2022/23 Ryan Richmond (Melilla), Booker Coplin (Frankfurt Skyliners) y Lennart Boner (Phoenix Hagen) trajo nuevos desafíos para la temporada 2023/24.